# Caecula kuro
Caecula kuro är en fiskart som först beskrevs av Kuroda, 1947.  Caecula kuro ingår i släktet Caecula och familjen Ophichthidae. Inga underarter finns listade.